# Rajon Inhulez
Der Rajon Inhulez (ukrainisch Інгулецький район, Inhulezkyj raion; russisch Ингулецкий район Ingulezki rajon) ist einer von sieben Verwaltungsbezirken der Stadt Krywyj Rih in der ukrainischen Oblast Dnipropetrowsk.
Der Rajon mit etwa 58.000 Einwohnern (2012) liegt im Südwesten des Stadtgebietes von Krywyj Rih am Fluss Inhulez, dem er seinen Namen verdankt. Seine Fläche beträgt 105 km² und die Gesamtlänge beträgt 57 km.
Im Oktober 2002 wurde die vom Rajon Schyroke umgebene Stadt Inhulez zu Krywyj Rih eingemeindet und dem Rajon Inhulez zugeschlagen. Sie bildet nun den Süden des Rajons Inhulez und den südlichen Rand des Krywbass.

## Bevölkerungsentwicklung
| 1970   | 1979   | 1989   | 2001   | 2012   |
| ------ | ------ | ------ | ------ | ------ |
| 45.247 | 39.053 | 28.333 | 23.117 | 58.000 |

Quelle 1970–2001, 2012